# Elleboog (Ooststellingwerf)
Elleboog (Stellingwerfs: Elleboge, Fries: Ellebooch) is een buurtschap in de gemeente Ooststellingwerf, in de Nederlandse provincie Friesland.
Het ligt aan de zuidoostrand van het dorp Haulerwijk, waaronder het ook formeel valt. Elleboog ligt aan de knik in de Haulerwijkstervaart. Dit deel van deze vaart wordt ook wel de Kromme Elleboogvaart genoemd.
De buurtschap omvat een deel van de bewoning aan de Slotemaker de Bruïneweg voor de bocht waarna het overgaat in de Slinke en aan de andere kant van de vaart de bewoning aan de Elleboogvaart. Soms wordt een deel van de Norgerweg ook bij de buurtschap gerekend.